# نيكولا يانكوفيتش
نيكولا يانكوفيتش (7 يونيو 1993 في صربيا - ) هو لاعب كرة قدم صربي في مركز الظهير. لعب مع نادي تشوكاريتشكي ونادي كولوبارا.

## وصلات خارجية
- نيكولا يانكوفيتش على موقع قاعدة بيانات كرة القدم.إي يو (الإنجليزية)
- نيكولا يانكوفيتش على موقع Soccerbase.com (لاعب) (الإنجليزية)
- نيكولا يانكوفيتش على موقع Soccerway.com (الإنجليزية)
- نيكولا يانكوفيتش على موقع عالم كرة القدم.نت (الإنجليزية)